# Nagroda Satelita dla najlepszej aktorki w filmie dramatycznym
Laureaci Satelity w kategorii najlepsza aktorka dramatyczna:

## Lata 90
1996: Frances McDormand – Fargo jako Marge Gunderson

nominacje:
- Brenda Blethyn – Sekrety i kłamstwa jako Cynthia Rose Purley
- Robin Wright Penn – Moll Flanders jako Moll Flanders
- Kristin Scott Thomas – Angielski pacjent jako Katharine Clifton
- Emily Watson – Przełamując fale jako Bess McNeill

1997: Judi Dench – Jej wysokość pani Brown jako Wiktoria

nominacje:
- Joan Allen – Burza lodowa jako Elena Hood
- Helena Bonham Carter – Miłość i śmierć w Wenecji jako Kate Croy
- Julie Christie – Miłość po zmierzchu jako Phyllis Mann
- Kate Winslet – Titanic jako Rose DeWitt Bukater

1998: Cate Blanchett – Elizabeth jako Elżbieta I Tudor

nominacje:
- Helena Bonham Carter – Sztuka latania jako Jane Hatchard
- Fernanda Montenegro – Dworzec nadziei jako Dora
- Susan Sarandon – Mamuśka jako Jackie Harrison
- Meryl Streep – Jedyna prawdziwa rzecz jako Kate Gulden
- Emily Watson – Hilary i Jackie jako Jackie

1999: Hilary Swank – Nie czas na łzy jako Brandon Teena

nominacje:
- Annette Bening – American Beauty jako Carolyn Burnham
- Elaine Cassidy – Podróż Felicji jako Felicja
- Nicole Kidman – Oczy szeroko zamknięte jako Alice Harford
- Youki Kudoh – Cedry pod śniegiem jako Hatsue Miyamoto
- Sigourney Weaver – Mapa świata jako Alice Goodwin

## 2000–2009
2000: Ellen Burstyn – Requiem dla snu jako Sara Goldfarb

nominacje:
- Joan Allen – Ukryta prawda jako Laine Hanson
- Gillian Anderson – Świat zabawy jako Lily Bart
- Bjork – Tańcząc w ciemnościach jako Selma Jezkova
- Laura Linney – Możesz na mnie liczyć jako Samantha Prescott
- Julia Roberts – Erin Brockovich jako Erin Brockovich

2001: Sissy Spacek – Za drzwiami sypialni jako Ruth Fowler

nominacje:
- Halle Berry – Czekając na wyrok jako Leticia Musgrove
- Cate Blanchett – Charlotte Gray jako Charlotte Gray
- Judi Dench – Iris jako Iris Murdoch
- Nicole Kidman – Inni jako Grace Stewart
- Tilda Swinton – Na samym dnie jako Margaret Hall

2002: Diane Lane – Niewierna jako Connie Sumner

nominacje:
- Salma Hayek – Frida jako Frida Kahlo
- Nicole Kidman – Godziny jako Virginia Woolf
- Julianne Moore – Daleko od nieba jako Cathy Whitaker
- Meryl Streep – Godziny jako Clarissa Vaughan
- Sigourney Weaver – Bezimienni bohaterowie jako Joan

2003: Charlize Theron – Monster jako Aileen Wuornos

nominacje:
- Toni Collette – Japońska historia jako Sandy Edwards
- Jennifer Connelly – Dom z piasku i mgły jako Kathy
- Samantha Morton – Nasza Ameryka jako Sarah
- Naomi Watts – 21 gramów jako Cristina Peck
- Evan Rachel Wood i Nikki Reed – Trzynastka jako Tracy Freeland; Evie Zamora

2004: Hilary Swank – Za wszelką cenę jako Maggie Fitzgerald

nominacje:
- Laura Linney – P.S. jako Louise Harrington
- Catalina Sandino Moreno – Maria łaski pełna jako Maria Alvarez
- Imelda Staunton – Vera Drake jako Vera Drake
- Uma Thurman – Kill Bill Vol. 2 jako Beatrix Kiddo
- Sigourney Weaver – Wymyśleni bohaterowie jako Sandy Travis

2005: Felicity Huffman – Transamerica jako Bree

nominacje:
- Toni Collette – Siostry jako Rose Feller
- Julianne Moore – Zwyciężczyni z Ohio jako Evelyn Ryan
- Robin Wright Penn – Nine Lives jako Diana
- Charlize Theron – Daleka północ jako Josey Aimes
- Zhang Ziyi – Wyznania gejszy jako Sayuri

2006: Helen Mirren – Królowa jako Elżbieta II

nominacje:
- Penélope Cruz – Volver jako Raimunda
- Judi Dench – Notatki o skandalu jako Barbara Covett
- Maggie Gyllenhaal – Sherry jako Sherry Swanson
- Gretchen Mol – Słynna Bettie Page jako Bettie Page
- Kate Winslet – Małe dzieci jako Sarah Pierce

2007: Marion Cotillard – Niczego nie żałuję – Edith Piaf jako Édith Piaf

nominacje:
- Julie Christie – Daleko od niej jako Fiona Anderson
- Angelina Jolie – Cena odwagi jako Marianne Pearl
- Keira Knightley – Pokuta jako Cecilia Tallis
- Laura Linney – Rodzina Savage jako Wendy Savage
- Tilda Swinton – Przypadek Stephanie Daley jako Lydie Crane

2008: Angelina Jolie – Oszukana jako Christine Collins

nominacje:
- Anne Hathaway – Rachel wychodzi za mąż jako Kym
- Melissa Leo – Rzeka ocalenia jako Ray Eddy
- Meryl Streep – Wątpliwość jako siostra Beauvier od św. Alojzego
- Kristin Scott Thomas – Kocham cię od tak dawna jako Juliette Fontaine
- Kate Winslet – Lektor jako Hanna Schmitz

2009: Shohreh Aghdashloo − Ukamienowanie Sorayi M. jako Zahra

nominacja:
- Emily Blunt − Młoda Wiktoria jako Wiktoria
- Abbie Cornish − Jaśniejsza od gwiazd jako Frances Brawne
- Penélope Cruz − Przerwane objęcia jako Lena
- Carey Mulligan − Była sobie dziewczyna jako Jenny
- Catalina Saavedra − Służąca jako Raquel

## 2010–2019
2010: Noomi Rapace – Millennium: Mężczyźni, którzy nienawidzą kobiet jako Lisbeth Salander

nominacje:
- Nicole Kidman – Między światami jako Becca
- Jennifer Lawrence – Do szpiku kości jako Ree Dolly
- Helen Mirren – Burza jako Prospera
- Natalie Portman – Czarny łabędź jako Nina Sayers
- Tilda Swinton – Jestem miłością jako Emma Recchi
- Naomi Watts – Uczciwa gra jako Valerie Plame
- Michelle Williams – Blue Valentine jako Cindy